# Robot asistivo FRIEND

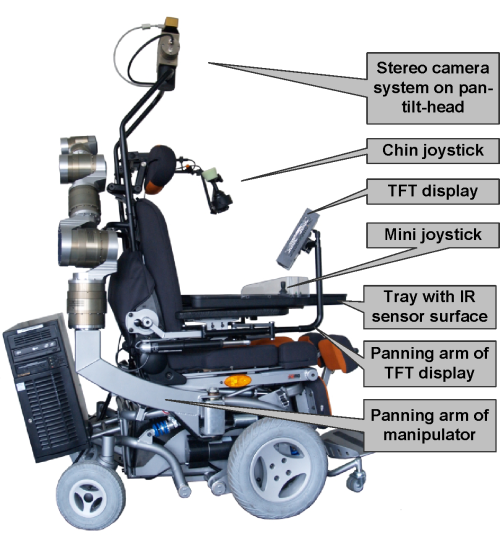
FRIEND

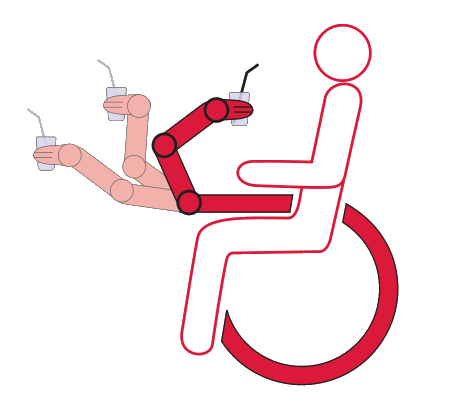
AMAROB logo

El robot asistivo FRIEND (Functional Robot arm with user-frIENdly interface for Disabled people) ("AMIGO", en español) es un robot semiautónomo diseñado para apoyar a las personas con discapacidad o de edad avanzada en sus actividades de la vida diaria, como preparar y servir una comida o la reintegración en la vida profesional. AMIGO hace posible que estas personas (por ejemplo, los pacientes parapléjicos, que tienen enfermedades musculares o grave parálisis, por ejemplo debido a ictus) realicen tareas especiales en la vida diaria de forma autodeterminada y sin la ayuda de otras personas como terapeutas o personal de enfermería.
El robot FRIEND (AMIGO) es la tercera generación de este tipo de robots, desarrollados en el Instituto de Automatización (IAT) de la Universidad de Bremen, Alemania, en diferentes proyectos de investigación. Dentro del último proyecto AMaRob, un consorcio de enfoque interdisciplinario, que consta de los técnicos, diseñadores, terapeutas y otros representantes de diversos grupos de interés, influye en el desarrollo de AMIGO. Además de cubrir los diversos aspectos técnicos, también se incluyeron los aspectos de diseño, así como los requisitos de la práctica diaria dados por los terapeutas, con el fin de desarrollar un robot asistencial que sea adecuado para las actividades de la vida diaria. El proyecto AMaRob fue fundado por el Ministerio Federal Alemán de Educación e Investigación ("BMBF - Bundesministerium für Bildung und Forschung") dentro de la "Leitinnovation Servicerobotik" .